# Gare de Trois-Pistoles
La  gare de Trois-Pistoles de Trois-Pistoles est desservie par le train L'Océan de Via Rail Canada en provenance de Montréal.

## Histoire
Le chemin de fer Intercolonial arrive à Trois-Pistoles en 1873, après avoir été en travaux depuis 1869.